# Saldaña (Castille-et-León)
Pour les articles homonymes, voir Saldana.
Saldaña est une commune d'Espagne de la province de Palencia dans la communauté autonome de Castille-et-León. Elle fait partie de la comarque naturelle de Vega-Valdavia.

## Histoire
C'est peut-être la ville d’Eldana mentionnée par Ptolémée. On y a retrouvé les restes d'une magnifique villa romaine attribuée à l'empereur Théodose Ier.
En 1149, Bérengère de Barcelone y mourut.
Le fameux chevalier semi-légendaire Bernardo del Carpio aurait été le fils d'un des comtes de Saldaña.